# Henny Meijer
Henny Meijer, född 17 februari 1962 i Surinam, är en nederländsk tidigare fotbollsspelare.
Henny Meijer spelade en landskamp för det nederländska landslaget.